# سیمونه فن ده کراتس
سیمونه فن ده کراتس (هلندی: Simone van de Kraats؛ زادهٔ ۱۵ نوامبر ۲۰۰۰) بازیکن زن واترپلو اهل هلند است.
وی در مسابقات کشوری و بین‌المللی در مجموع برندهٔ ۲ مدال طلا، ۱ مدال نقره، ۲ مدال برنز شده است.